# Lyman Hine
Lyman Hine   (Brooklyn, 22 de juny de 1888 - París, 5 de març de 1930) va ser un pilot de bobsleigh estatunidenc que va competir a començaments del segle xx. Era fill de Francis Lyman Hine, president del First National City Bank of New York. Es va graduar a Yale el 1910. Entre 1913 i 1927 va ocupar càrrecs de direcció a l'American Cotton Oil Company.
El 1928 va prendre part en els Jocs Olímpics de Sankt Moritz, on guanyà la medalla de plata en la prova de bobs a 5 formant equip amb Thomas Doe, David Granger, Jennison Heaton i Jay O'Brien.